# Імбрійський період

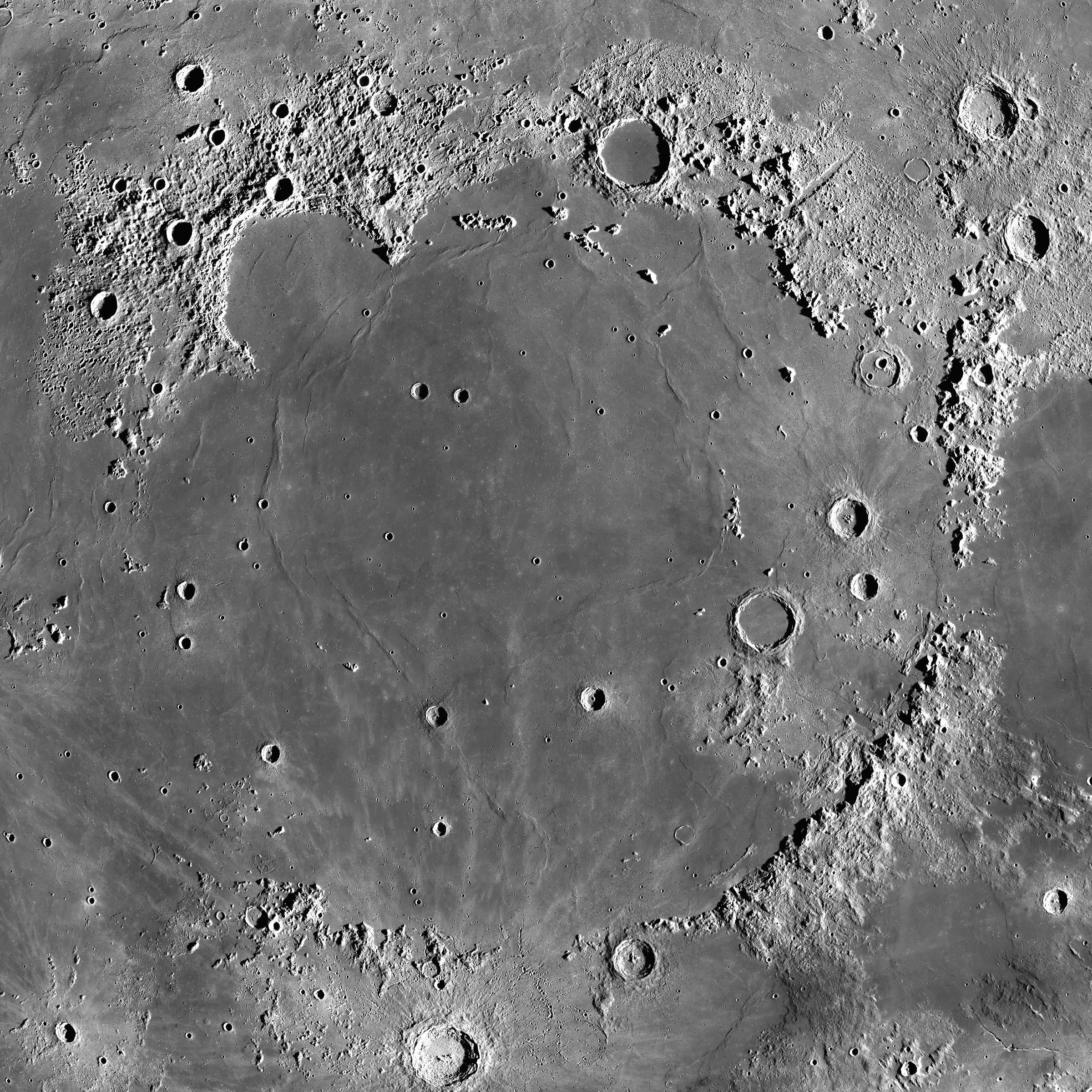
Басейн Моря Дощів. Появою цього басейну розпочався імбрійський період. У цьому ж періоді утворилася й більша частина сучасної поверхні моря.

Імбрійський період (від Mare Imbrium — латинської назви Моря Дощів) — період геологічної історії Місяця, що настав після нектарського й передував ератосфенівському. Ділиться на ранньоімбрійську та пізньоімбрійську епохи.
Імбрійський період почався з появи басейну Моря Дощів. Визначення його кінця дещо непевне; за однією з пропозицій він визначається за ступенем згладженості рельєфу кратерів. Утворення кратера Ератосфен, на честь якого названо наступний період, для ролі межі цих періодів підходить погано, бо не було подією глобального масштабу (викиди цього кратера вкривають невелику площу). Більш важливою подією було падіння інтенсивності вивержень морської лави; можливо, згодом воно ляже в основу визначення цієї межі.
Датування початку імбрійського періоду — 3,87–3,75 (за новішими даними — 3,938 ± 0,004) млрд років тому, а кінця — 3,24–3,11 млрд років тому. Таким чином, він тривав 0,5–0,8 млрд років.

## Історія виділення
Виділення імбрійського періоду запропонували в 1962 році Ю. Шумейкер та Р. Хакман, засновники сучасного поділу історії Місяця на періоди. Пізніші автори включили до його складу наступний, «процеллярський» (англ. Procellarian) період, і з того часу останній не виділяють. В деяких публікаціях імбрійський період ділили на апеннінську та архімедівську епохи.
1967 року космічний апарат Lunar Orbiter 4 отримав якісні знімки Моря Східного, і виявилося, що викиди його басейну є гарним стратиграфічним орієнтиром (за їх перекриттям із іншими деталями рельєфу можна зрозуміти, старші чи молодші ці деталі за цей басейн). Тому 1987 року американський геолог Дональд Вільгельмс запропонував поділити імбрійський період за моментом відкладення викидів цього басейну на ранньоімбрійську та пізньоімбрійську епоху (неформально цей поділ іноді використовували й раніше). Друга епоха тривала значно довше за першу.

## Об'єкти, що утворилися протягом періоду
У цьому періоді поверхня Місяця змінилася дуже сильно. В ранньоімбрійській епосі з'явилися басейни Моря Дощів та Моря Східного, викиди яких вкривають величезну площу, а в пізньоімбрійській інтенсивно вивергалася лава, утворивши 2/3 сучасної поверхні морів видимого боку. Породи, що з'явилися протягом цього періоду, називаються імбрійською системою (англ. Imbrian System). Вона поділяється на нижньоімбрійський та верхньоімбрійський відділи відповідно до ранньоімбрійської та пізньоімбрійської епохи.
Протягом імбрійського періоду швидко падала частота ударів космічних тіл. У ранньоімбрійській епосі частота утворення кратерів діаметром >30 км на Місяці складала близько 3900 штук на мільярд років, а в пізньоімбрійській — 290 (тоді як у попередньому періоді — 19000, а в двох наступних — близько 40).
Окрім двох вже згаданих великих імпактних басейнів (Моря Дощів та Моря Східного), в імбрійському періоді, ймовірно, з'явилися два менші: Шредінгер та Комптон, розташовані на зворотному боці Місяця. Всі ці 4 об'єкти належать до ранньоімбрійської епохи. Вони були останніми басейнами, що з'явилися на Місяці.